# 徐坦 (清朝)
徐坦，本籍安徽天長，捐納出身，清朝官員，於1763年上任諸羅縣斗六門巡檢，隸屬於台灣道台灣府，為台灣清治時期的地方官員，該官職主要從事新港之管理事務。